# 加地為利
加地 為利（かじ ためとし）は、戦国時代の武将。三好氏の家臣。官途は丹後守。晩年に出家して宗三と名乗る。

## 生涯
細川氏の被官ではあるものの、実質的には守護代の三好元長に仕えて、塩田一忠らとともに「三好殿年寄中」と呼ばれ、家臣団の中核をなした。
享禄5年（1532年）1月、三好元長に倣って出家し、名を宗三と改めた。
同年5月、天文の錯乱で三好元長は木沢長政と3万の一向一揆勢に攻められて、三好長家（遠江守）が戦死し飯盛山城と高屋城が落城、一向一揆勢は10万に膨れ上がった。同年6月、最後に立てこもった顕本寺も包囲され、三好元長、三好一秀、塩田胤光（若狭守）とその子2人らとともに、為利と為利の子は自害した。